# Meridiano 169 E
O meridiano 169 E é um meridiano que, partindo do Polo Norte, atravessa o Oceano Ártico, Ásia, Oceano Pacífico, Oceano Antártico, Antártida e chega ao Polo Sul. Forma um círculo máximo com o Meridiano 11 W.
Começando no Polo Norte, o meridiano 169º Este tem os seguintes cruzamentos:
| País, território ou mar | Notas |
| ----------------------- | --- |
| Oceano Ártico           | |
| Mar Siberiano Oriental  | |
| Rússia                  | Okrug Autónomo de Chukotka - Ilha Ayon |
| Mar Siberiano Oriental  | Baía Chaunskaya |
| Rússia                  | Okrug Autónomo de Chukotka Krai de Kamchatka Okrug Autónomo de Chukotka Krai de Kamchatka                                                                                                   |
| Mar de Bering           | |
| Oceano Pacífico         | |
| Ilhas Marshall          | Atol Bokak |
| Oceano Pacífico         | |
| Ilhas Marshall          | Atol Likiep |
| Oceano Pacífico         | Passa a leste do Atol Ailinglaplap, Ilhas Marshall · Passa a oeste da Ilha Kili, Ilhas Marshall · Passa a leste do Atol Ebon, Ilhas Marshall · Passa a leste da ilha Tikopia, Ilhas Salomão |
| Vanuatu                 | Ilha Erromango |
| Oceano Pacífico         | Passa a oeste da Ilha Tanna, Vanuatu · Passa a leste da Ilha Walpole, Nova Caledônia |
| Nova Zelândia           | Ilha Sul - passa junto ao extremo sul da ilha, Slope Point |
| Oceano Pacífico         | Passa entre as Hook Keys e a Ilha Campbell, Nova Zelândia |
| Oceano Antártico        | |
| Antártida               | Dependência de Ross, reivindicada pela Nova Zelândia |
| Oceano Antártico        | Mar de Ross |
| Antártida               | Dependência de Ross, reclamada pela Nova Zelândia |